# متحف مجلس المدفع
متحف مجلس المدفع هو متحف يقع في قلب المنطقة التراثية في مدينة الشارقة بالإمارات العربية المتحدة، ويعرض جانبًا من التاريخ والتراث الثقافي الإماراتي.

## لمحة تاريخية
فتح متحف مجلس المدفع أبوابه للزائرين لأول مرّة في عام 1995 في المنزل الذي ورثته عائلة المدفع عن الأديب إبراهيم بن محمد المدفع الذي عمل مستشارًا للشيخ خالد بن محمد القاسمي حاكم الشارقة الأسبق، وأسس صحيفة عُمان أول صحيفة في دولة الإمارات العربية المتحدة في عام 1927، وكان المتحف آنذاك بمثابة مقر لإقامته ولمجلس إدارة الصحيفة وملتقى لأعلام الثقافة والفكر والسياسة في إمارة الشارقة.

## الوصف
تتميّز بوابة متحف مجلس المدفع بنقش لفيلين مما جعل الإنجليز يُطلقون على المبنى اسم «بيت الفيلة»، كما يشتهر متحف مجلس المدفع ببرج علويّ للتهوية يُعرف باسم «البراجيل»، وهو برج دائري الشكل مبني من الجص، ومُزين بزخارف هي خليط من اللونين الأزرق والبيج الفاتح.

## المعروضات والمقتنيات
يضمّ متحف مجلس المدفع مجموعة نادرة من المقتنيات والقطع النادرة المملوكة لعائلة المدفع، كالخناجر المصنوعة من الفضة والمزينة بزخارف توريقية ذهبية، والصناديق الخشبية المنحوتة التي كان يستخدمها تجار اللؤلؤ قديما والتي كانت تُعرف باسم البشتختة، بالإضافة إلى بعض المقتنيات الشخصية لإبراهيم بن محمد المدفع مثل مكتبه الشخصي وقلمه ودواته وساعة جيبه وحافظة مفاتيحه إلى جانب عدد من المخطوطات والكتب القديمة والنادرة. ومن بين المخطوطات المعروضة في المتحف، توجد مخطوطة لرسالة يعود تاريخها إلى عام 1332 هجرية غذ بعث بها رئيس لجنة إغاثة الأسطول العثماني في مدينة البصرة إلى عبد الرحمن المدفع جد إبراهيم بن محمد المدفع، والذي كان عمدة لإمارة الشارقة آنذاك.